# Walther P5
De Walther P5 is een semiautomatisch pistool. Het werd in Duitsland gemaakt door Carl Walther Sportwaffen GmbH.
Tussen 1978 en 2002 zijn in totaal 110.000 P5 pistolen geproduceerd. Een groot deel hiervan (bijna 50.000) is geleverd aan de Nederlandse politie en douane die het pistool in 1979 in dienst heeft genomen ter vervanging van de FN Browning 1922. Verder is de Walther P5 het dienstpistool geweest van de Duitse politie in Nordrhein-Westfalen en Baden-Württemberg. De P5 is ook in gebruik bij de Nigeriaanse krijgsmacht.

## Techniek
Anders dan gebruikelijk worden bij de P5 de verbruikte hulzen niet rechts maar links uitgeworpen. De Walther P5 heeft geen uitwendig te bedienen veiligheidspal. Om het wapen op veilige wijze ongespannen maar doorgeladen (patroon in de kamer) te kunnen dragen functioneert het volgens het zogenaamde double action principe. Hierbij wordt een goede beveiliging tegen ongewild vuren verkregen doordat de te overwinnen trekkerdruk dan minimaal 4 kg en de 'trekkerweg' minimaal 12 mm bedraagt. Na het doorladen of het afvuren van een patroon blijft het wapen gespannen doordat de hamer naar achteren blijft staan. In die stand (single action) is een lichte druk op de trekker (ongeveer 2 kg) en een korte trekkerweg (5 mm) voldoende om een schot te doen afgaan. Omdat het ongewenst is om een wapen permanent in deze toestand te vervoeren, kan het wapen met de 'ontspanhefboom' worden ontspannen, zodat de hamer in zijn voorste (double action) stand komt.

### Valveiligheid
Het wapen heeft een bij een modificatie verbeterd valveiligheidssysteem. In gespannen toestand staat de slagpin niet in lijn met de haan. Mocht de haan door onvoorziene omstandigheden toch naar voren slaan (bijvoorbeeld tijdens een val) dan wordt de slagpin niet geraakt waardoor een ongewenst schot voorkomen wordt. Alleen tijdens het overhalen van de trekker wordt de slagpin in positie voor de haan gebracht, waardoor het afvuren van een schot mogelijk is.
Naar aanleiding van een aantal incidenten, waarbij het wapen afging na het vallen op een harde ondergrond, is in 1996 zowel bij Nederlandse als Duitse dienstpistolen het oorspronkelijke valveiligheidssysteem van het wapen op vier punten gemodificeerd:
1. Nabewerking van de trekkerstang en de slagpin;
2. Vervanging van de ontkoppelhefboom (de hefboom waarmee het wapen wordt ontspannen van single- naar double action);
3. Plaatsing van een drukstift met veer in de slede (het terugverende bovendeel van het pistool);
4. Vervanging van de slagpinborgplaat door een exemplaar met een sperstuk en een drukveer.

Om de drukstift met veer in de slede te kunnen plaatsen boorde de fabrikant een gat in de bovenzijde van de slede. Deze modificatie verhoogde weliswaar de benodigde trekkerdruk iets, maar in zo’n geringe mate dat ook minder sterke agenten het vuurwapen goed zullen kunnen gebruiken.

## Uitvoeringen
De P5 was in drie uitvoeringen en met verschillende kalibers verkrijgbaar:
- P5, de standaardversie.
- P5L, uitvoering met verlengde loop, die qua vorm lijkt op de P38.
- P5 Compact, compacte versie met verkorte loop en slede. Anders dan bij de P5 en de P5L vindt magazijnvergrendeling plaats door middel van een knop bij de beugelkrop en niet door een knop in het ondereinde van de greep. Er zijn een paar honderd Compacts geproduceerd met de magazijnvergrendeling in het uiteinde van de ondergreep; waardoor de werking dus exact hetzelfde is als bij de standaard P5. Deze zijn speciaal gemaakt voor politie-diensten om uniformiteit in gebruik te garanderen.
- P1A1, een testversie van de P5 met een externe veiligheid. Deze is beproefd door de Duitse krijgsmacht ter vervanging van de Walther P38/P1. De Duitsers verkozen de HK P8 boven de P1A1 en Walther heeft toen verdere productie van de P1A1 gestaakt. Slechts enkele modellen zijn uiteindelijk geproduceerd.

### Compact versie
Zowel Nederlandse als Duitse agenten met kleine handen klaagden dat de afstand van de rug van de greep naar de trekker te groot was, waardoor de trekkervinger geen goede controle over de trekker had. Walther heeft naar aanleiding van deze klachten een compact versie ontwikkeld. De Nederlandse politie liet weten geen interesse te hebben maar de Duitse politie heeft kleine hoeveelheden afgenomen. Er zijn ongeveer 10.000 stuks van de compact versie geproduceerd, waarvan 4000 stuks geleverd zijn (onder de naam L102A1) aan het Britse leger.

## Vervanging bij de Nederlandse Politie
Het wapen zou aanvankelijk medio 2010 worden vervangen door een nieuw pistool omdat de Walther P5 niet meer in reguliere productie was. Vervangende onderdelen voor dit vuurwapen moesten speciaal voor de politie worden gemaakt, wat het onderhoud van de Walther P5 kostbaar maakte.
De Europese aanbesteding voor een nieuw handvuurwapen liep ongeveer negen maanden vertraging op omdat geen van de kandidaat-vervangers voldeed aan de eisen. Begin 2011 liet het Ministerie van Veiligheid en Justitie weten dat de firma SIG-SAUER het nieuwe pistool zou leveren. De SIG-SAUER PPNL (Politie Pistool Nederland) zou specifiek voor de Nederlandse politie worden gemaakt. In november 2011 bleek dat de overheid de aanschaf afblies omdat dit wapen kwalitatief onvoldoende en onveilig zou zijn. Op 26 oktober 2012 werd bekend dat uiteindelijk gekozen is voor de Walther P99Q als de opvolger van de P5. Eind 2014 dienen alle agenten over het nieuwe dienstwapen te beschikken.